# Öronmuffar

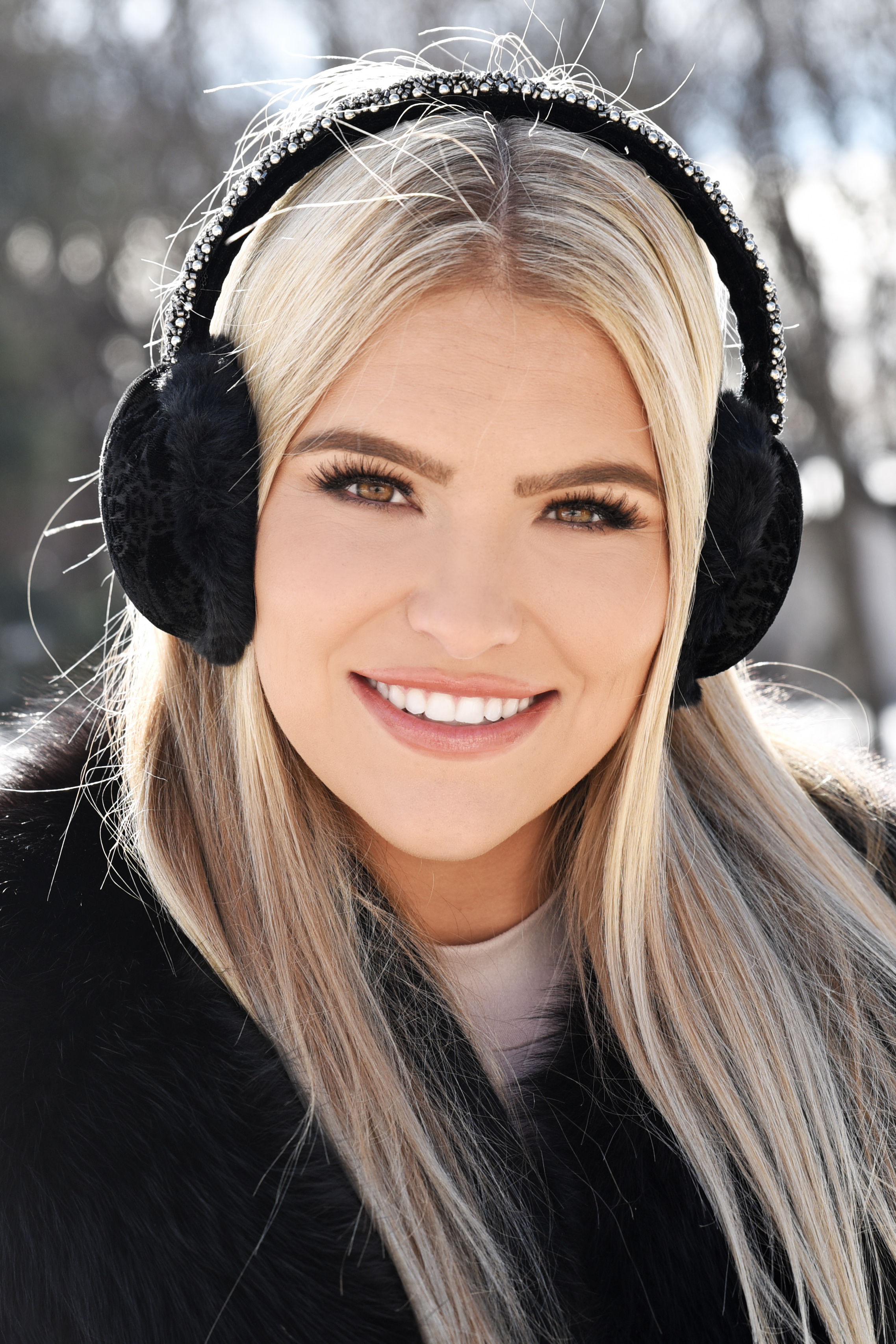
Traditionell utformning av öronmuffar.

Två personer med moderna bakomliggande öronmuffar.

Öronmuffar är en huvudbonad som bärs för att värma bärarens ytteröron, bestående av två dynade öronkåpor av textil (muffarna), en över vardera öra, sammankopplade med en diademformad skena som träs på ovansidan av huvudet.
Hörselkåpor liknar öronmuffar.